# اسپانیا در زمان ژوزف بناپارت
اسپانیا ناپلئونی بخشی از اسپانیا که در طول جنگ شبه جزیره (۱۸۰۸–۱۸۱۸) وفادار به ژوزف یکم بود، پس از اینکه کشور تا حدی توسط نیروهای فرانسوی اشغال شد. در این دوره، این کشور به عنوان دولت متکی امپراتوری اول فرانسه در نظر گرفته شد.
بخشی از اسپانیا که به مقاومت در برابر اشغال فرانسه ادامه داد، به فرناندو هفتم وفادار ماند و با بریتانیا و پرتغال متحد شد تا ارتش ناپلئون را از اسپانیا بیرون کند. این جنگ شامل بسیاری شکست و پیروزی بود، تا اینکه از سال ۱۸۱۲ تا ۱۸۱۳، پیروزی‌های متفقین در سالامانکا و ویتوریا به معنای شکست رژیم بناپارتیست و اخراج سربازان ناپلئون بود. معاهده والنسای فرناندو هفتم را به عنوان پادشاه قانونی اسپانیا به رسمیت شناخت.

## زمینه: از اتحاد با فرانسه تا جنگ شبه‌جزیره

### کناره‌گیری فرناندوی هفتم و کارلوس چهارم
اسپانیا از زمان عهدنامه دوم سن ایلدفونسو در سال ۱۷۹۶ با فرانسه علیه بریتانیا متحد شده بود. پس از شکست ناوگان ترکیبی اسپانیا و فرانسه توسط بریتانیا در نبرد ترافالگار در سال ۱۸۰۵، شکاف‌هایی در اتحاد ظاهر شد و اسپانیا پس از شروع جنگ چهارم ائتلاف، آماده حمله از جنوب به فرانسه شد. در سال ۱۸۰۶، اسپانیا برای تهاجم در صورت پیروزی پروس آماده شد، اما شکست پروس از ارتش ناپلئون در نبرد ینا–اورشتدت باعث شد اسپانیا عقب‌نشینی کند. با این حال، اسپانیا همچنان از از دست دادن ناوگان خود در ترافالگار و این واقعیت که مجبور شد به محاصره قاره‌ای بپیوندد ناراحت بود. با این وجود، دو متحد با تقسیم پرتغال، شریک و متحد تجاری دیرینه بریتانیا که از پیوستن به محاصره قاره‌ای امتناع کرد، موافقت کردند. ناپلئون کاملاً از وضعیت فاجعه بار اقتصاد و اداره اسپانیا و شکنندگی سیاسی آن آگاه بود. او به این باور رسید که اسپانیا در شرایط کنونی به عنوان متحد ارزش چندانی ندارد. او اصرار داشت که نیروهای فرانسوی را در اسپانیا مستقر کند تا برای تهاجم فرانسه به پرتغال آماده شود، اما پس از انجام این کار، بدون هیچ نشانه‌ای از پیشروی به سمت پرتغال، به انتقال نیروهای فرانسوی اضافی به اسپانیا ادامه داد. حضور نیروهای فرانسوی در خاک اسپانیا برای اسپانیا به شدت نامطلوب بود، و در نتیجه حامیان فرناندو، وارث ظاهری تاج و تخت، در آرانخوئز غوغا کردند. کارلوس چهارم در مارس ۱۸۰۸ از سلطنت کناره‌گیری کرد و نخست‌وزیر او، مانوئل دو گودوی نیز برکنار شد. فرناندو به عنوان پادشاه قانونی اعلام شد و به مادرید بازگشت و انتظار داشت وظایف خود را به عنوان پادشاه انجام دهد. ناپلئون بناپارت فرناندو را به بایون فرانسه احضار کرد و فردیناند رفت و کاملاً انتظار داشت که بناپارت موقعیت او را به عنوان پادشاه تأیید کند. ناپلئون کارلوس چهارم را نیز احضار کرده بود که جداگانه وارد شد. ناپلئون به فرناندو فشار آورد تا به نفع پدرش که تحت فشار از سلطنت کناره‌گیری کرده بود، کناره‌گیری کند. سپس کارلوس چهارم به نفع ناپلئون از سلطنت کناره‌گیری کرد، زیرا نمی‌خواست پسر مطرودش وارث تاج و تخت باشد. ناپلئون برادرش ژوزف را بر تخت سلطنت نشاند. استعفای رسمی برای حفظ مشروعیت پادشاه جدید انجام شد.

### انتصاب ژوزف بناپارت
کارلوس چهارم امیدوار بود که ناپلئون که در این زمان یکصد هزار سرباز در اسپانیا مستقر کرده بود، به او کمک کند تا تاج و تخت را دوباره به دست آورد. با این حال، ناپلئون از کمک به کارلوس خودداری کرد و همچنین از به رسمیت شناختن پسرش فرناندو هفتم به عنوان پادشاه جدید خودداری کرد. در عوض، او موفق شد هم کارلوس و هم فرناندو را تحت فشار قرار دهد تا تاج را به برادرش ژوزف بناپارت واگذار کنند. فرمانده نیروهای فرانسوی در اسپانیا، مارشال یواخیم مورا، فرناندو را مجبور کرد تا مانوئل گودوی، نخست‌وزیر سابق اسپانیا را که نقش او در دعوت از نیروهای فرانسوی به اسپانیا منجر به شورش آرانخوئز شده بود، تا آزاد کند. شکست دولت باقیمانده اسپانیا در ایستادگی در برابر مورا باعث خشم مردم شد. در ۲ مه ۱۸۰۸، پسر کوچکتر کارلوس چهارم، اینفانت فرانسیسکو، اسپانیا را به مقصد فرانسه ترک کرد که منجر به شورش گسترده دوس د مایو در خیابان‌های مادرید شد.
شورای کاستیل، ارگان اصلی دولت مرکزی اسپانیا به رهبری کارلوس چهارم، اکنون در کنترل ناپلئون بود. با این حال، به دلیل خشم عمومی از حکومت فرانسه، به سرعت قدرت خود را در خارج از مراکز جمعیتی که مستقیماً تحت اشغال فرانسه بودند، از دست داد. برای مخالفت با این اشغال، نهادهای حاکم منطقه‌ای سابق، مانند پارلمان آراگون و هیئت رئیسه شاهزاده آستوریاس، دوباره در بخش‌هایی از اسپانیا ظاهر شدند. در جاهای دیگر، حکومت‌ها (شوراها) برای پر کردن خلاء قدرت و رهبری مبارزه علیه نیروهای امپراتوری فرانسه ایجاد شدند. نظامیان استانی شروع به هماهنگ‌کردن اقدامات خود کردند. حکومت‌های منطقه‌ای برای نظارت بر حکومت‌های استانی تشکیل شدند. سرانجام، در ۲۵ سپتامبر ۱۸۰۸، یک یونتای عالی واحد در آرانخوئز تأسیس شد تا به عنوان دولت مقاومت فعال برای کل اسپانیا خدمت کند.

### اشغال توسط فرانسه
مورا طرحی برای فتح ترتیب داد و دو ارتش بزرگ را برای حمله به جبهه‌های مقاومت طرفدار فرناندو فرستاد. یک ارتش مسیر بین مادرید و ویتوریا را ایمن کرد و ساراگوسا، خیرونا و والنسیا را محاصره کرد. دیگری که به جنوب آندلس فرستاده شد، قرطبه را غارت کرد. به جای اینکه طبق برنامه به کادیز برود، به ژنرال دوپون دستور داده شد که به مادرید برگردد، اما در ۲۲ ژوئیه ۱۸۰۸ توسط ژنرال کاستانوس در بایلن شکست خورد. این پیروزی باعث تشویق مقاومت علیه فرانسوی‌ها در چندین کشور دیگر در اروپا شد. پس از نبرد، پادشاه ژوزف مادرید را ترک کرد و به ویتوریا پناه برد. در پاییز ۱۸۰۸، ناپلئون خود وارد اسپانیا و در ۲ دسامبر وارد مادرید شد و ژوزف یکم را به پایتخت بازگرداند. در همین حین، ارتش بریتانیا از پرتغال وارد اسپانیا شد، اما مجبور شد به گالیسیا عقب‌نشینی کند. در اوایل سال ۱۸۱۰، حمله ناپلئون به مجاورت لیسبون رسید، اما نتوانست به خطوط مستحکم تورس ودراس نفوذ کند.

## سلطنت ژوزف یکم

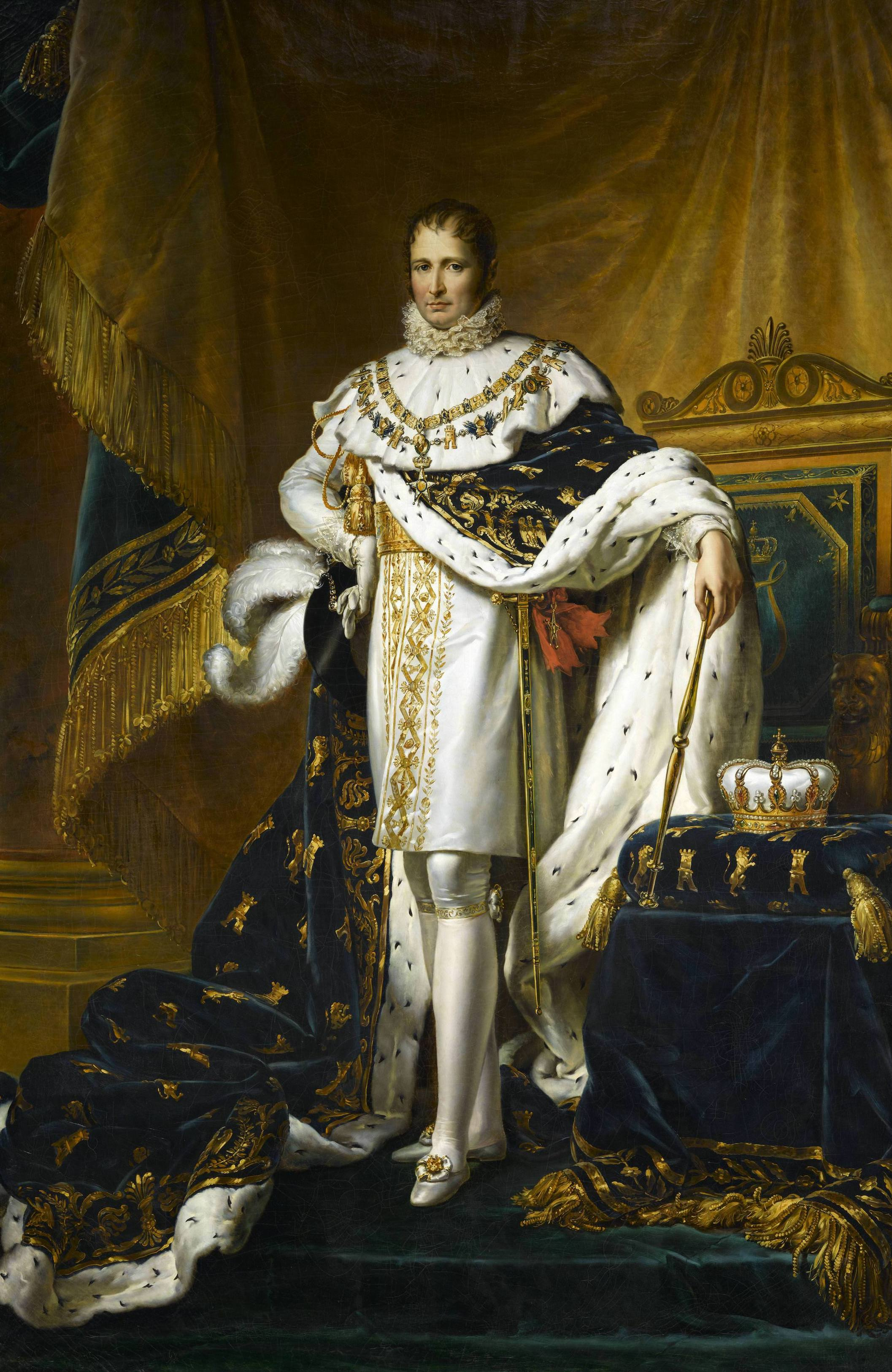
جوزف اول اسپانیایی لقب «شاهزاده اسپانیا» را به فرزندان و نوه‌هایش از خط زن و مرد اعطا کرد.

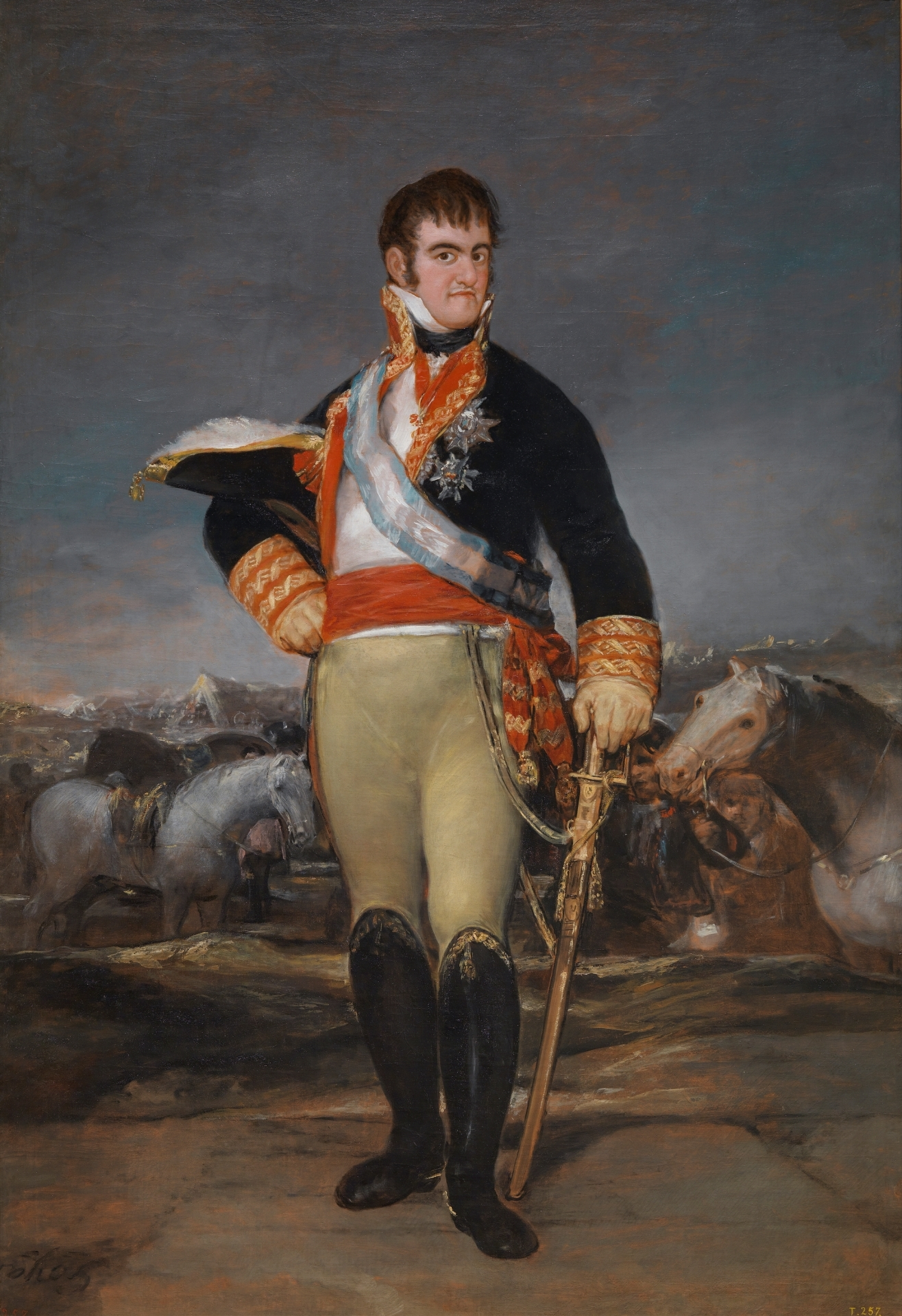
فرناندو هفتم پادشاه اسپانیا

دولت ژوزفی مبنای قانونی خود را در اساسنامه بایون داشت.
هنگامی که فرناندو هفتم در می ۱۸۰۸ بایون را ترک کرد، از همه نهادها خواست که با مقامات فرانسوی همکاری کنند. در ۱۵ ژوئن ۱۸۰۸، ژوزف، برادر بزرگ ناپلئون، پادشاه شد. شورای کاستیل در بایون تشکیل شد، اگرچه تنها ۶۵ نفر از مجموع ۱۵۰ عضو در آن شرکت کردند. مجمع انتقال تاج را به ژوزف بناپارت تصویب کرد و با تغییرات اندکی جدا از متن قانون اساسی که توسط ناپلئون پیش‌نویس شده بود، تصویب شد. اکثر کسانی که گرد هم آمده بودند هیچ تناقضی بین میهن‌پرستی و همکاری با پادشاه جدید درک نمی‌کردند. علاوه بر این، این اولین بار نبود که یک سلسله خارجی تاج و تخت اسپانیا را به دست می‌گرفت: در آغاز قرن هجدهم، پس از مرگ آخرین عضو خاندان هابسبورگ اسپانیا، کارلوس دوم، بدون فرزند، دودمان بوربون از فرانسه به اسپانیا آمدند.
ناپلئون و ژوزف هر دو سطح مخالفتی را که این انتصاب ایجاد می‌کرد دست کم گرفتند. با انتصاب ژوزف پادشاه ناپل در سال ۱۸۰۶ و سایر حاکمان خانواده در هلند در سال ۱۸۰۶ و وستفالن در سال ۱۸۰۷، ایجاد یک فاجعه سیاسی و بعداً نظامی باعث تعجب شد.
ژوزف بناپارت اساسنامه بایون را در ۷ ژوئیه ۱۸۰۸ اعلام کرد. به عنوان یک متن قانون اساسی، این منشور سلطنتی است، زیرا نتیجه یک اقدام حاکمیتی ملت نیست که در پارلمان جمع‌آوری شده‌است، بلکه یک فرمان سلطنتی است. متن آغشته به روحیه اصلاح طلبی، مطابق با آرمان‌های بناپارت بود، اما با فرهنگ اسپانیایی سازگار شد تا حمایت نخبگان رژیم قدیم را جلب کند. این کشور مذهب کاتولیک را به عنوان دین رسمی به رسمیت شناخت و اعمال ادیان دیگر را ممنوع کرد. این بیانیه صریح دربارهٔ تفکیک قوا نداشت، اما استقلال قوه قضائیه را تأیید کرد. قدرت اجرایی در اختیار پادشاه و وزرای او بود. دادگاه‌ها، به شیوه رژیم قدیم، از املاک روحانیت، اشراف و مردم تشکیل می‌شد. به جز در مورد بودجه، توانایی آن در وضع قوانین تحت تأثیر قدرت پادشاه بود. در واقع، پادشاه تنها مجبور شد هر سه سال یکبار پارلمان را فراخواند. هیچ اشاره صریحی به برابری حقوقی شهروندان نداشت، اگرچه به‌طور ضمنی در برابری در مالیات، لغو امتیازات و حقوق برابر بین شهروندان اسپانیایی و آمریکایی بود.
قانون اساسی همچنین آزادی صنعت و تجارت، لغو امتیازات تجاری و حذف آداب و رسوم داخلی را به رسمیت شناخته‌است.
قانون اساسی کرتس خنرالس را تأسیس کرد، یک هیئت مشورتی مرکب از سنا که توسط مردان خانواده سلطنتی و ۲۴ عضو منصوب شده توسط پادشاه از اشراف و روحانیون، و یک مجلس قانونگذاری با نمایندگانی از املاک، اشراف و روحانیون تشکیل شد. قانون اساسی یک رژیم استبدادی را ایجاد کرد که شامل برخی از پروژه‌های روشنگرانه، مانند لغو شکنجه، اما حفظ تفتیش عقاید بود.
قیام اسپانیایی منجر به نبرد بایلن در ۱۶–۱۹ ژوئیه ۱۸۰۸ شد که منجر به شکست فرانسه شد و ژوزف با فرماندهی عالی فرانسوی از مادرید فرار و بخش زیادی از اسپانیا را رها کرد.
ژوزف بناپارت در طول اقامت خود در ویتوریا گام‌های مهمی برای سازماندهی نهادهای دولتی از جمله ایجاد شورای مشورتی دولتی برداشته بود. پادشاه حکومتی را منصوب کرد که رهبران آن گروهی از روشنفکران تشکیل دادند که برنامه اصلاحات را اتخاذ کردند. دادگاه تفتیش عقاید، و همچنین شورای کاستیل که به سیاست ضد فرانسوی متهم شده بود، لغو شد. او حکم پایان دادن به حقوق فئودالی، کاهش جوامع مذهبی و لغو عوارض گمرکی داخلی را صادر کرد.
در این دوره اقداماتی برای آزادسازی تجارت و کشاورزی و ایجاد بورس اوراق بهادار در مادرید انجام شد. شورای ایالتی تقسیم زمین به ۳۸ استان را برعهده گرفت.
با گسترش شورش مردمی علیه ژوزف بناپارت، بسیاری از کسانی که در ابتدا با خاندان بناپارت همکاری کرده بودند، صفوف خود را ترک کردند. اما تعداد زیادی اسپانیایی، معروف به afrancesados، باقی ماندند که دولت او را پرورش دادند و وجودشان به جنگ استقلال اسپانیا ویژگی جنگ داخلی می‌بخشد. آفرانسادوها خود را وارثان مطلق گرایی روشنگرانه می‌دیدند و ورود بناپارت را فرصتی برای مدرن کردن کشور می‌دانستند. بسیاری در زمان سلطنت کارلوس چهارم به عنوان مثال، فرانسوا کاباروس، رئیس سابق امور مالی و ماریانو لوئیس دو اورکیخو، وزیر امور خارجه از نوامبر ۱۸۰۸ تا آوریل ۱۸۱۱، بخشی از دولت بودند، اما نویسندگانی مانند نمایشنامه نویس لئاندرو فرناندز د موراتین، دانشمندانی مانند خوان آنتونیو یورنته، ریاضیدان آلبرتو لیست و موسیقیدانانی مانند فرناندو سور نیز وجود داشتند.
در طول جنگ، ژوزف بناپارت تلاش کرد تا به عنوان پادشاه اسپانیا از قدرت کامل استفاده کند و در مقابل طرح‌های برادرش ناپلئون، استقلال خود را حفظ کند. در این راستا، بسیاری از آفرانسادوها معتقد بودند که تنها راه حفظ استقلال ملی، همکاری با سلسله جدید است، زیرا هر چه مقاومت در برابر فرانسوی‌ها بیشتر شود، تبعیت اسپانیا از ارتش امپراتوری فرانسه و الزامات جنگی آن بیشتر خواهد بود. در واقع، قضیه برعکس بود: اگرچه در قلمرو تحت کنترل شاه ژوزف یکم، اداره و نهادهای عقلانی مدرن جایگزین رژیم قدیمی شدند، وضعیت دائمی جنگ قدرت مارشال‌های فرانسوی را تقویت کرد و به سختی به مقامات مدنی اجازه داد تا عمل کنند.
شکست‌های نظامی متحمل شده توسط ارتش فرانسه، ژوزف را مجبور به ترک مادرید در سه نوبت کرد، اولین بار در ژوئیه ۱۸۰۸، پس از نبرد بایلن، تا زمانی که در نوامبر توسط فرانسوی‌ها بازپس گرفته شد. بار دوم از ۱۲ اوت تا ۲ نوامبر ۱۸۱۲ بود در حالی که ارتش متحد انگلیس و پرتغال، پایتخت او را اشغال کردند. پادشاه در ماه مه ۱۸۱۳ مادرید را برای آخرین بار ترک کرد و بعداً اسپانیا را در ژوئن ۱۸۱۳ به دنبال نبرد ویتوریا ترک کرد و به مرحله شکست خورده مطلق گرایی روشنگرانه پایان داد. اکثر حامیان ژوزف (حدود ۱۰۰۰۰ و ۱۲۰۰۰) همراه با سربازان در حال عقب‌نشینی فرانسوی پس از جنگ به فرانسه و به تبعید گریختند و اموال آنها مصادره شد. ژوزف استعفا داد.

### پس از کناره‌گیری
ژوزف قبل از سفر به ایالات متحده (جایی که جواهراتی را که از اسپانیا گرفته بود فروخت) در فرانسه گذراند. او از سال ۱۸۱۷ تا ۱۸۳۲ در آنجا زندگی کرد، ابتدا در شهر نیویورک و فیلادلفیا، جایی که خانه‌اش به مرکز فعالیت مهاجران فرانسوی تبدیل شد، او با آن ساواژ آمریکایی در سوسایتی هیل ازدواج کرد.
ژوزف بناپارت به اروپا بازگشت و در فلورانس ایتالیا درگذشت و در مجموعه ساختمانی Les Invalides در پاریس به خاک سپرده شد.

## دولت دوم اسپانیا - کورتس کادیز

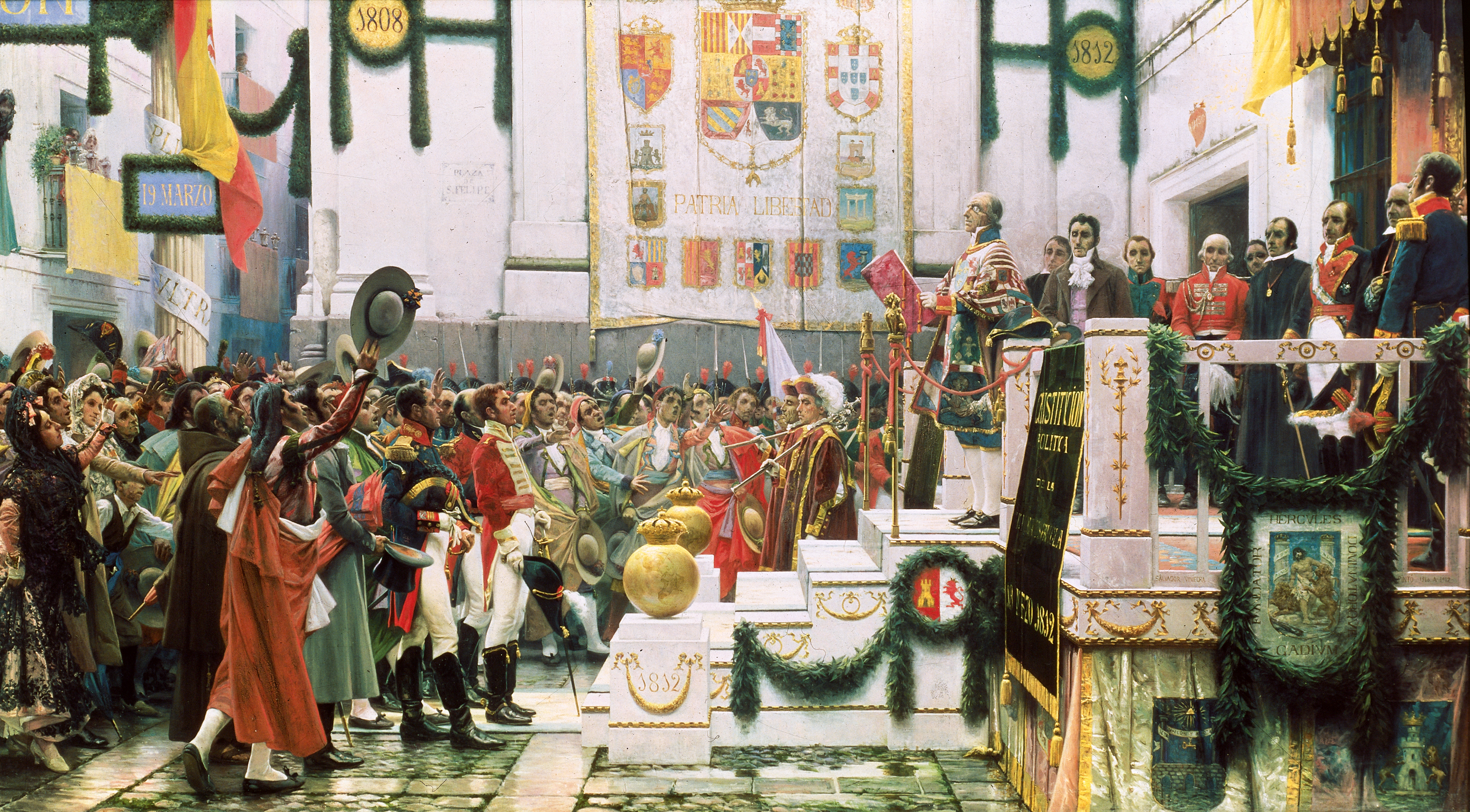
کورتس کادیز

در سال ۱۸۱۰، Cortes of Cádiz ایجاد شد، که به عنوان یک دولت در تبعید عمل می‌کرد. کرتس خنرالس مجبور شد برای فرار از پیشروی فرانسوی‌ها از سویا به کادیز حرکت کند (فرانسوی‌ها از ۵ فوریه ۱۸۱۰ تا ۲۴ اوت ۱۸۱۲ محاصره کادیز را به اجرا گذاشتند و شهر بندری هرگز تسلیم نشد) اعضای آن منحل شدند و اختیارات آن را به شورای سلطنت منتقل کردند. پنج نایب السلطنه جلسه کورتس را در کادیز تشکیل دادند. کورتس نمایندگان املاک بودند، اما نتوانستند در اسپانیا یا در مستعمرات آمریکا انتخابات برگزار کنند؛ بنابراین مجمع دارایی‌های خود را به نفع نمایندگی ارضی از دست داد.

### قانون اساسی کادیز
کورتس جلسات خود را در سپتامبر ۱۸۱۰ در جزیره لئون افتتاح کرد. آنها متشکل از ۹۷ نماینده بودند، که ۴۷ نفر از آنها جایگزین ساکنان کادیز بودند، که فرمانی را تصویب کردند که نماینده ملت اسپانیا بود و اعلام کرد که به‌طور قانونی در دادگاه‌های عمومی و ویژه تشکیل شده‌است که در آنها حاکمیت ملی است.
قانون اساسی که نوشتند چندان دوام نیاورد. در ۲۴ مارس ۱۸۱۴، فرناندوی هفتم شش هفته پس از بازگشت به اسپانیا، قانون اساسی را ملغی کرد و تمام بناهای تاریخی آن را ویران کرد.

## پیروزی متفقین
در مارس ۱۸۱۳، ژوزف در معرض تهدید ارتش انگلیس و اسپانیا، پایتخت را ترک کرد و تهاجم متفقین شدت گرفت و در نبرد ویتوریا در ژوئن به اوج رسید. سرانجام پس از پایان محاصره سن سباستین در سپتامبر ۱۸۱۳، نیروهای فرانسوی از اسپانیا اخراج شدند، بنابراین هرگونه امکان بازگشت از بین رفت. در دسامبر ۱۸۱۳، پیمان والنسای احیای فرناندو هفتم را پیش‌بینی کرد.